# Super League 2018-2019 (India)
La Indian Super League 2018-2019, chiamata ufficialmente 2018-2019 Hero Indian Super League per ragioni di sponsorizzazione, è la quinta edizione di uno dei principali campionati del calcio indiano. La stagione è iniziata il 29 settembre 2018 e si è conclusa il 17 marzo 2019.

## Squadre partecipanti e allenatori

### Squadre partecipanti, stadi e sponsor
| Club            | Stagione | Città      | Stadio                           | Stagione precedente                                                                     |
| --------------- | -------- | ---------- | -------------------------------- | --------------------------------------------------------------------------------------- |
| ATK             | dettagli | Calcutta   | Salt Lake Stadium                | 9ª Classificata.                                                                        |
| Bengaluru       | dettagli | Bengaluru  | Sree Kanteerava Stadium          | 1ª Classificata, finalista di play-off contro Bengaluru .                               |
| Chennaiyin      | dettagli | Chennai    | Marina Arena                     | 2ª Classificata, finalista di play-off contro Bengaluru Vincitrice Indian Super League. |
| Delhi Dynamos   | dettagli | Delhi      | Jawaharlal Nehru Stadium         | 8ª Classificata.                                                                        |
| FC Goa          | dettagli | Goa        | Fatorda Stadium                  | 3ª Classificata, semifinalista di play-off.                                             |
| Jamshedpur      | dettagli | Jamshedpur | JRD Tata Sports Complex          | 5ª Classificata                                                                         |
| Kerala Blasters | dettagli | Kochi      | Jawaharlal Nehru Stadium (Kochi) | 6ª Classificata.                                                                        |
| Mumbai City     | dettagli | Mumbai     | Mumbai Football Arena            | 7ª Classificata.                                                                        |
| NorthEast Utd   | dettagli | Guwahati   | Indira Gandhi Athletic Stadium   | 10ª Classificata.                                                                       |
| Pune City       | dettagli | Pune       | Balewadi Stadium                 | 4ª Classificata, semifinalista di play-off.                                             |

### Allenatori
| Club            | Allenatore       | In carica dal    | Vice-allenatore      | Vice-allenatore indiano |
| --------------- | ---------------- | ---------------- | -------------------- | ----------------------- |
| ATK             | Steve Coppell    | 18 giugno 2018   | Ben Garner           | Sanjoy Sen              |
| Bengaluru       | Carles Cuadrat   | 14 giugno 2018   | Gerard Zaragoza      | Naushad Moosa           |
| Chennaiyin      | John Gregory     | 3 luglio 2017    | Paul Groves          | Syed Sabir Pasha        |
| Delhi Dynamos   | Josep Gombau     | 2 agosto 2018    | Francisco Pérez Caso | Mridul Banerjee         |
| FC Goa          | Sergio Lobera    | 5 giugno 2017    | Jesús Tato           |                         |
| Jamshedpur      | César Ferrando   | 21 giugno 2018   | Guillermo Fernandez  | Ishfaq Ahmed            |
| Kerala Blasters | Nelo Vingada     | 18 gennaio 2019  |                      | Thangboi Singto         |
| Mumbai City     | Jorge Costa      | 14 agosto 2018   | Marco Leite          | Anthony Fernandes       |
| NorthEast Utd   | Eelco Schattorie | 17 agosto 2018   | Arthur Papas         |                         |
| Pune City       | Phil Brown       | 25 dicembre 2018 | Gurtej Singh         |                         |

#### Cambio di allenatore
| Squadra         | Allenatore in uscita    | Motivo             | Dal | Fino al | Allenatore in entrata   | A partire dal    |
| --------------- | ----------------------- | ------------------ | --- | ------- | ----------------------- | ---------------- |
| Pune City       | Ranko Popović           | Fine contratto     |     |         | Marcos Paquetá          | 1º giugno 2018   |
| Bengaluru       | Albert Roca             | Fine contratto     |     |         | Carles Cuadrat          | 14 giugno 2018   |
| ATK             | Robbie Keane            | Fine contratto     |     |         | Steve Coppell           | 18 giugno 2018   |
| Jamshedpur      | Steve Coppell           | Fine contratto     |     |         | César Ferrando          | 21 giugno 2018   |
| Delhi Dynamos   | Miguel Ángel Portugal   | Consenso reciproco |     |         | Josep Gombau            | 2 agosto 2018    |
| Pune City       | Marcos Paquetá          | Fine contratto     |     |         | Miguel Ángel Portugal   | 9 agosto 2018    |
| Mumbai City     | Alexandre Guimarães     | Consenso reciproco |     |         | Jorge Costa             | 14 agosto 2018   |
| NorthEast Utd   | Avram Grant             | Fine Contratto     |     |         | Eelco Schattorie        | 18 agosto 2018   |
| Pune City       | Miguel Ángel Portugal   | Licenziamento      |     |         | Pradyum Reddy (Interim) | 26 ottobre 2018  |
| Kerala Blasters | David James             | Licenziamento      |     |         | Nelo Vingada            | 18 gennaio 2019  |
| Pune City       | Pradyum Reddy (Interim) | Consenso reciprovo |     |         | Phil Brown              | 24 dicembre 2018 |

## Giocatori stranieri
Il numero di giocatori stranieri ammessi in una squadra sarà ridotto da otto a sette a partire dalla stagione 2018-2019, tuttavia il numero massimo di giocatori stranieri ammessi in campo rimarrà ugualmente di cinque.
| Squadra          | Giocatore 1     | Giocatore 2       | Giocatore 3       | Giocatore 4         | Giocatore 5         | Giocatore 6          | Giocatore 7      |
| ---------------- | --------------- | ----------------- | ----------------- | ------------------- | ------------------- | -------------------- | ---------------- |
| ATK              | Éverton Santos  | Gerson Vieira     | André Bikey       | John Johnson        | Kalu Uche           | Edu García           | Manuel Lanzarote |
| Bengaluru        | Álex Barrera    | Dimas Delgado     | Xisco Hernández   | Juanan              | Luisma              | Albert Serrán        | Miku             |
| Chennaiyin       | Chris Herd      | Maílson Alves     | Raphael Augusto   | Eli Sabiá           | Gregory Nelson      |                      |                  |
| Delhi Dynamos    | Ulises Dávila   | Gianni Zuiverloon | Rene Mihelič      | Adrià Carmona       | Martí Crespí        | Francisco Dorronsoro | Marcos Tébar     |
| FC Goa           | Hugo Boumous    | Ahmed Jahouh      | Zaid Krouch       | Mourtada Fall       | Edu Bedia           | Coro                 | Carlos Peña      |
| Jamshedpur       | Tim Cahill      | Memo              | Mario Arqués      | Carlos Calvo        | Sergio Cidoncha     | Pablo Morgado        | Tiri             |
| Kerala Blasters  | Cyril Kali      | Courage Pekuson   | Nikola Krčmarević | Nemanja Lakić-Pešić | Slaviša Stojanović  | Matej Poplatnik      | Keziron Kizito   |
| Mumbai City      | Rafael Bastos   | Arnold Issoko     | Paulo Machado     | Lucian Goian        | Modou Sougou        | Marko Klisura        | Matías Mirabaje  |
| NorthEast United | José Leudo      | Janeiler Rivas    | Mato Grgić        | Panagiōtīs Triadīs  | Bartholomew Ogbeche | Federico Gallego     | Juan Mascia      |
| Pune City        | Marko Stanković | Diego Carlos      | Marcelinho        | Iain Hume           | Matt Mills          | Jonathan Vila        | Martín Díaz      |

## Classifica finale
|                  | Pos. | Squadra         | Pt | G  | V  | N | P  | GF | GS | DR  |
| ---------------- | ---- | --------------- | -- | -- | -- | - | -- | -- | -- | --- |
|                  | 1.   | FC Goa          | 34 | 18 | 10 | 4 | 4  | 36 | 20 | 16  |
| India (bandiera) | 2.   | Bengaluru       | 34 | 18 | 10 | 4 | 4  | 29 | 22 | 7   |
|                  | 3.   | Mumbai City     | 30 | 18 | 9  | 3 | 6  | 25 | 20 | 5   |
|                  | 4.   | NorthEast Utd   | 29 | 18 | 7  | 9 | 3  | 22 | 18 | 4   |
|                  | 5.   | Jamshedpur      | 27 | 18 | 6  | 9 | 3  | 29 | 21 | 8   |
|                  | 6.   | ATK             | 24 | 18 | 6  | 6 | 6  | 18 | 22 | -4  |
|                  | 7.   | Pune City       | 22 | 18 | 6  | 4 | 8  | 24 | 30 | -6  |
|                  | 8.   | Delhi Dynamos   | 18 | 18 | 4  | 6 | 8  | 24 | 28 | -4  |
|                  | 9.   | Kerala Blasters | 15 | 18 | 2  | 9 | 7  | 18 | 28 | -10 |
|                  | 10.  | Chennaiyin      | 9  | 18 | 2  | 3 | 13 | 16 | 31 | -15 |

Legenda::
       Campione dell'Indian Super League..
      Ammesse alla fase di eliminazione diretta della Super Cup 2019.
      Ammesse alla qualificazione della Super Cup 2019.

## Play-off

### Tabellone
|  | Semifinali | Semifinali    | Semifinali | Semifinali | Semifinali |  |  | Finale | Finale    | Finale    | Finale    | Finale |  |
|  |            |               |            |            |            |  |  |        |           |           |           |        |  |
|  | 2          | Bengaluru     | 1          | 3          | 4          |  |  |        |           |           |           |        |  |
|  | 4          | NorthEast Utd | 2          | 1          | 3          |  |  | 2      | Bengaluru | Bengaluru | Bengaluru | 1      |  |
|  | 1          | FC Goa        | 5          | 0          | 5          |  |  | 1      | FC Goa    | FC Goa    | FC Goa    | 0      |  |
|  | 3          | Mumbai City   | 1          | 1          | 2          |  |  |        |           |           |           |        |  |

### Semifinali
| Arbitro: | Kumar S. |

|                                           |           |                     |
| Redeem Tlang 20’ Juan Mascia 90+4’ (Rig.) | Marcatori | 82’ Xisco Hernández |

| Arbitro: | Hamad Y. A. |

|                   |           |                                                                                        |
| Rafael Bastos 20’ | Marcatori | 31’ Jackichand Singh 39’, 58’ Mourtada Fall 51’ Ferran Corominas 82’ Brandon Fernandes |

| Arbitro: | Hamad Y. A. |

|                                                |           |  |
| Miku 72’ Dimas Delgado 87’ Sunil Chhetri 90+2’ | Marcatori |  |

| Arbitro: | Venkatesh R. |

|  |           |                  |
|  | Marcatori | 6’ Rafael Bastos |

### Finale
| Arbitro: | Aljaafari M. T. |

|                  |           |  |
| Rahul Bheke 117’ | Marcatori |  |

| Bengaluru | Goa |

|                 |    |                     |      |      |      |
|                 |    |                     |      |      |      |
| GK              | 1  | Gurpreet Singh      |      |      |      |
| RB              | 10 | Harmanjot Khabra    |      |      |      |
| CB              | 2  | Rahul Bheke         | 103’ |      | 117’ |
| CB              | 5  | Juanan              |      |      |      |
| LB              | 22 | Nishu Kumar         |      | 112’ |      |
| RM              | 21 | Udanta Singh        |      | 112’ |      |
| CM              | 24 | Álex Barrera        | 51’  | 70’  |      |
| CM              | 14 | Dimas Delgado       | 62’  |      |      |
| LM              | 11 | Sunil Chhetri (c)   |      |      |      |
| SS              | 19 | Xisco Hernández     |      | 118’ |      |
| CF              | 7  | Miku                | 105’ |      |      |
| A disposizione: |    |                     |      |      |      |
| GK              | 23 | Soram Anganba       |      |      |      |
| DF              | 13 | Rino Anto           |      |      |      |
| MF              | 17 | Boithang Haokip     |      |      |      |
| FW              | 18 | Thongkhosiem Haokip |      | 112’ |      |
| FW              | 8  | Kean Lewis          |      | 112’ |      |
| FW              | 9  | Luisma              |      | 70’  |      |
| DF              | 3  | Albert Serrán       |      | 118’ |      |
| Allenatore      |    |                     |      |      |      |
| Carles Cuadrat  |    |                     |      |      |      |

|                 |    |                      |      |      |
|                 |    |                      |      |      |
| GK              | 32 | Naveen Kumar         |      |      |
| RB              | 20 | Seriton Fernandes    | 91’  |      |
| CB              | 25 | Mourtada Fall        | 39’  |      |
| CB              | 17 | Carlos Peña          |      | 120’ |
| LB              | 7  | Mandar Rao Desai (c) |      | 45’  |
| RM              | 12 | Jackichand Singh     |      | 109’ |
| CM              | 5  | Ahmed Jahouh         | 47’  |      |
| CM              | 24 | Lenny Rodrigues      |      |      |
| LM              | 10 | Brandon Fernandes    |      |      |
| SS              | 23 | Edu Bedia            | 120’ |      |
| CF              | 8  | Ferran Corominas     |      |      |
| A disposizione: |    |                      |      |      |
| DF              | 37 | Mohamed Ali          |      |      |
| MF              | 4  | Hugo Boumous         |      | 120’ |
| DF              | 21 | Saviour Gama         |      | 45’  |
| MF              | 30 | Zaid Krouch          |      |      |
| GK              | 13 | Mohammad Nawaz       |      |      |
| DF              | 6  | Chinglensana Singh   |      |      |
| FW              | 9  | Manvir Singh         |      | 109’ |
| Allenatore:     |    |                      |      |      |
| Sergio Lobera   |    |                      |      |      |

## Statistiche

### Squadre

#### Classifica in divenire
|                     | 1ª | 2ª | 3ª | 4ª | 5ª | 6ª | 7ª | 8ª | 9ª | 10ª | 11ª | 12ª | 13ª | 14ª | 15ª | 16ª | 17ª | 18ª |
| ------------------- | -- | -- | -- | -- | -- | -- | -- | -- | -- | --- | --- | --- | --- | --- | --- | --- | --- | --- |
| Atlético de Kolkata | 0  | 0  | 3  | 4  | 7  | 7  | 10 | 11 | 12 | 15  | 16  | 16  | 17  | 20  | 21  | 21  | 21  | 24  |
| Bengaluru           | 3  | 4  | 7  | 10 | 13 | 16 | 19 | 22 | 23 | 24  | 27  | 27  | 30  | 31  | 31  | 31  | 34  | 34  |
| Chennaiyin          | 0  | 0  | 0  | 1  | 1  | 1  | 4  | 4  | 5  | 5   | 5   | 5   | 5   | 5   | 8   | 8   | 9   | 9   |
| Delhi Dynamos       | 1  | 1  | 2  | 3  | 3  | 3  | 4  | 4  | 4  | 4   | 4   | 7   | 10  | 11  | 12  | 15  | 18  | 18  |
| FC Goa              | 1  | 4  | 7  | 10 | 10 | 13 | 16 | 16 | 17 | 17  | 20  | 21  | 24  | 25  | 28  | 31  | 31  | 34  |
| Jamshedpur          | 3  | 4  | 5  | 6  | 7  | 10 | 11 | 11 | 14 | 15  | 16  | 19  | 20  | 20  | 23  | 23  | 24  | 27  |
| Kerala Blasters     | 3  | 4  | 5  | 6  | 7  | 7  | 7  | 7  | 8  | 9   | 9   | 9   | 10  | 10  | 11  | 14  | 14  | 15  |
| Mumbai City         | 0  | 1  | 4  | 4  | 7  | 10 | 13 | 14 | 17 | 20  | 21  | 24  | 27  | 27  | 27  | 27  | 30  | 30  |
| NorthEast United    | 1  | 4  | 7  | 8  | 11 | 11 | 14 | 17 | 18 | 19  | 20  | 20  | 23  | 23  | 24  | 27  | 28  | 29  |
| Pune City           | 1  | 1  | 1  | 1  | 2  | 2  | 2  | 5  | 5  | 5   | 8   | 11  | 14  | 15  | 18  | 19  | 19  | 22  |

### Primati stagionali

#### Squadre
- Maggior numero di vittorie:  FC Goa,  Bengaluru (10)
- Minor numero di sconfitte:  NorthEast Utd,  Jamshedpur (3)
- Miglior attacco:  FC Goa (36)
- Miglior difesa:  NorthEast Utd (18)
- Miglior differenza reti:  FC Goa (16)
- Maggior numero di pareggi:  NorthEast Utd,  Jamshedpur (9)
- Minor numero di pareggi:  Chennaiyin,  Mumbai City (3)
- Partita con più spettatori: 41 202  ATK 0-2  Kerala Blasters (29 settembre 2018)
- Partita con meno spettatori: 3 134  Delhi Dynamos 2-0  Kerala Blasters (31 gennaio 2019)
- Media spettatori più alta:
- Media spettatori più bassa:
- Minor numero di vittorie:  Chennaiyin,  Kerala Blasters (2)
- Maggior numero di sconfitte:  Chennaiyin (13)
- Peggior attacco:  Chennaiyin (16)
- Peggior difesa:  Chennaiyin (31)
- Peggior differenza reti:  Chennaiyin (-15)
- Partita con più reti:  Chennaiyin 3-4  NorthEast Utd,  Mumbai City 6-1  Kerala Blasters
- Partita con maggiore scarto di gol:
- Miglior serie positiva:  Bengaluru (6)
- Peggior serie negativa:  Chennaiyin (5)

### Individuali

#### Classifica marcatori
| Gol | Rigori |  | Giocatore             | Squadra       |
| --- | ------ |  | --------------------- | ------------- |
| 16  | 3      |  | Ferran Corominas      | FC Goa        |
| 12  | 2      |  | Bartholomew Ogbeche   | NorthEast Utd |
| 12  |        |  | Modou Sougou          | Mumbai City   |
| 9   |        |  | Sunil Chhetri         | Bengaluru     |
| 7   |        |  | Edu Bedia             | FC Goa        |
| 6   |        |  | Marcelinho            | Pune City     |
| 5   |        |  | Udanta Singh          | Bengaluru     |
| 5   |        |  | Lallianzuala Chhangte | Delhi Dynamos |
| 5   |        |  | Jackichand Singh      | FC Goa        |
| 5   |        |  | Miku                  | Bengaluru     |
| 5   | 2      |  | Manuel Lanzarote      | ATK           |
| 5   | 2      |  | Rafael Bastos         | Mumbai City   |